# 岳萬階
岳萬階（？—？），字允升，號仰山，山東東昌府濮州朝城縣人，民籍，明朝政治人物。

## 生平
萬曆七年（1579年）己卯科山東鄉試第二十二名，萬曆十一年（1583年）癸未科會試第二百三十九名，登三甲第二百六十九名進士。吏部觀政，十四年授刑部主事，十五年养病，十八年補原职，十九年关内决囚，二十年升郎中，二十一年升浙江衢州府知府。二十六年升山西副使，二十年丁憂。三十二年補陕西副使兼参议，三十四年加升右参政，三十八年加升右布政使，照旧管事，三十九年加升左布政使兼佥事，四十一年考察。

## 家族
曾祖岳位；祖父岳事堯，曾任壽官；父岳電。母李氏；繼母周氏。重庆下。